# 吴店镇 (广水市)
吴店镇，是中华人民共和国湖北省随州市广水市下辖的一个乡镇级行政单位。

## 行政区划
吴店镇下辖以下地区：
双乡村、泉口村、楼子湾村、双岗村、东河村、王子店村、中心村、东门楼村、东湾村、杨家坳村、芝麻湾村、浆溪店村、三土门村、塘畈村和徐家山村。